# Miguel Lopes
Hugo Miguel Almeida Costa Lopes (Vila Nova de Famalicão, 19 de dezembro de 1986) é um futebolista português que atua como lateral-direito. Atualmente joga no CF Estrela da Amadora, em Portugal.

## Carreira
Miguel Lopes começou a sua carreira ainda novo no Benfica, tornando-se um produto das camadas jovens e poucos anos depois é promovido à equipe B. Mas na época seguinte a equipa B do Benfica extinguiu-se e teve de ingressar no Operário, um clube de um escalão inferior, onde realizou excelentes exibições, transferindo-se para o Rio Ave em 2007, na altura na Liga de Honra, revelando-se como primeira escolha para a posição de defesa-direito, onde disputou 24 jogos e apontou 2 golos, ajudando a equipa a ser promovida para a Liga Sagres. Na temporada seguinte de 2008-2009 ajudou o Rio Ave a ter uma boa campanha na Liga Sagres, com empates caseiros contra os grandes Benfica e Porto, fazendo boas exibições, chamando a atenção do Benfica, Porto e outros clubes europeus para uma futura transferência em Janeiro. 

### Porto
No dia 22 de Janeiro de 2009 assinou contrato com o Porto, e foi jogador do clube desde 1 de Julho. Este negócio envolveu também o empréstimo imediato dos jogadores Edson e Candeias ao Rio Ave.

### Sporting
Em Janeiro de 2013 assinou pelo Sporting Clube de Portugal, num negócio de troca de jogadores que envolveu também a transferência de Marat Izmailov para o FC Porto.

### Lyon
No dia 7 de julho de 2013 foi emprestado ao Lyon, da Ligue 1, num empréstimo com a duração de um ano.

### Kayserispor
No dia 12 de julho de 2019 foi emprestado ao Kayserispor, da Süper Lig, pelo valor de 500 mil €.

### CF Estrela da Amadora
A 1 de Dezembro de 2021 foi transferido para o Clube de Futebol Estrela da Amadora, da Primeira Liga, onde joga atualmente.